# Alí Abdalá Salé
Alí Abdalá Salé, también escrito como Ali Abdullah Saleh (Bayt al-Ahmar, Saná, 21 de marzo de 1947-4 de diciembre de 2017), fue un político y militar yemení que se desempeñó como el primer presidente de Yemen, desde la unificación yemení el 22 de mayo de 1990 hasta su renuncia el 25 de febrero de 2012, tras la Revolución yemení. Anteriormente ejerció como presidente de la República Árabe de Yemen o Yemen del Norte, desde el 18 de julio de 1978 hasta el 22 de mayo de 1990, cuando pasó a ser el máximo mandatario de la República de Yemen tras su unificación.
Tras 21 años en el poder, el 2 de febrero de 2011 comunicó que renunciaría al poder en 2013, asegurando que su hijo Ahmed no le sucedería en el cargo. A pesar de esto, las protestas en su contra continuaron y, el 22 de noviembre de 2011, anunció su dimisión.
El 21 de enero de 2012 el parlamento yemení aprobó su inmunidad, y al día siguiente tomó un avión en dirección a Estados Unidos. Ha sido, después de Gaddafi, el mandatario de un país árabe que más tiempo ha permanecido en el poder, incluso ambos murieron de forma similar.
En mayo de 2015, Saleh se alió abiertamente con los hutíes (Ansar Allah) durante la guerra civil yemení, en la que un movimiento de protesta y la posterior insurgencia lograron capturar la capital de Yemen, Saná, lo que provocó la renuncia del presidente Abd Rabbuh Mansur al-Hadi y la huida del país. En diciembre de 2017, declaró su retirada de su coalición con los hutíes y, en cambio, se puso del lado de sus antiguos enemigos: Arabia Saudita, Emiratos Árabes Unidos y el presidente Al Hadi.
El 4 de diciembre de 2017, durante una batalla entre hutíes y partidarios de Saleh en Saná, los hutíes acusaron a Saleh de traición, y fue asesinado por un francotirador hutí.  Los informes decían que Saleh fue asesinado mientras intentaba huir de su complejo en un automóvil; Sin embargo, esto fue negado por los funcionarios de su partido, quienes dijeron que fue ejecutado en su casa. 

## Biografía
Nació en Bayt al Aḩmar, cerca de Saná, en el seno de una familia zaydita.
En 1958 ingresó en las fuerzas armadas. Tras alcanzar el grado de subteniente, aprovechó el asesinato del anterior presidente, Ahmed Husayn al-Ghashmi y en 1982 Salé alcanzó la secretaría general del partido en el poder: el Congreso General del Pueblo. En 1983 sería reelegido como presidente de Yemen del Norte.

## Presidencia de Yemen del Norte
El 10 de agosto de 1978, Saleh ordenó la ejecución de 30 oficiales acusados de formar parte de una conspiración contra su gobierno.  Saleh fue ascendido a general de división en 1980, elegido secretario general del partido Congreso General del Pueblo el 30 de agosto de 1982 y reelegido presidente de la República Árabe de Yemen en 1983. 
La Asamblea Popular Constituyente, que había sido creada algo antes, seleccionó al coronel Ali Abdullah Saleh como sucesor de al-Ghashmi. A pesar del escepticismo público inicial y de un serio intento de golpe de Estado a finales de 1978, Saleh logró conciliar a la mayoría de las facciones, mejorar las relaciones con los vecinos de Yemen y reanudar varios programas de desarrollo económico y político e institucionalización. Más firmemente en el poder en la década de 1980, creó la organización política que se conocería como su partido, el Congreso General del Pueblo (CGP), y condujo a Yemen a la era del petróleo.
A finales de la década de 1980, Saleh estaba bajo una considerable presión internacional para permitir que los ciudadanos judíos de su país viajaran libremente a lugares en el extranjero. Finalmente se les expidieron pasaportes, lo que facilitó su viaje sin restricciones.

## Presidencia unificada de Yemen
La caída de la Unión Soviética debilitó la posición de Yemen del Sur y posibilitó que el estado comunista y progresista del sur perdiera apoyo, lo que llevó a que ambos países se unificaran en 1990 tras varios años de negociaciones, y una guerra civil por parte de un grupo insurgente del sur, en 1994. Finalmente el Sur aceptó a Salé como presidente de la nueva República de Yemen fundada.
En 1990, Alí Abdalá Salé apoyo la invasión de Kuwait por su aliado Sadam Huseín. Tras la derrota de Irak en la guerra del Golfo, los yemeníes fueron deportados en masa de Kuwait por su nuevo gobierno.
Tras la reunificación de Yemen, el norte y el sur acordaron dividir los ministerios por la mitad, un sistema político con varios partidos, con celebración de elecciones parlamentarias cada tres años. Las elecciones de 1993 dieron la victoria al partido de Saleh, el CGP, seguido por un partido islámico (al-Islah), dejando al Partido Socialista, de ideología comunista, en el tercer lugar. El Partido Socialista no aceptó el resultado llevando al país a una guerra civil en 1994.
En 1999 se convirtió en el primer presidente de Yemen elegido en sufragio universal, en unas elecciones en las que cosechó el 96 % de los votos, si bien el principal partido de la oposición, el Partido Socialista de Yemen del Sur, no pudo presentar un candidato a los comicios. Su antagonista en las elecciones de 1999 era también un miembro del partido de Salé, el Congreso General del Pueblo que se presentó como independiente. El Parlamento, dominado por el Gobierno, impidió presentarse a otros 28 candidatos.
En 2001, un referéndum extendió el mandato presidencial a siete años, lo que significó que la próxima elección presidencial tendría lugar en septiembre de 2006 siendo nuevamente reelegido Salé como presidente en unos comicios nuevamente tachados de fraudulentos por la oposición. En 2002, tras el abordaje al So San se descubrió que el gobierno seguía comprando misiles a Corea del Norte, aunque antes había prometido al gobierno estadounidense que lo iba a dejar de hacer.
El 3 de junio del 2011, en el marco de la incipiente guerra civil surgida en Yemen como resultado de la negativa de Salé a abandonar el poder y la rebelión popular en su contra; las fuerzas rebeldes tribales atacan el Palacio Presidencial y Saleh resulta herido al igual que su primer ministro Ali Muhammad Mujawar y otros altos funcionarios, y mueren varios oficiales militares leales al presidente. Salé clama venganza contra los rebeldes que intentaron asesinarlo. Al día siguiente, 4 de junio, Saleh fue trasladado a Arabia Saudita para recibir tratamiento médico en ese país por sus graves heridas; quedando encargado de la presidencia el vicepresidente Abd al-Rab Mansur al-Hadi. Informes posteriores revelaron que sufría quemaduras en el 40% de su cuerpo, una hemorragia en el cráneo y un colapso pulmonar. Más de un mes después el país se mantiene en la incertidumbre y sumido en un bloqueo político ante la ausencia de Salé, y la falta de claridad sobre su estado, y las demandas de la oposición para que sea declarada la falta absoluta en la presidencia y se forme un gobierno de transición sin Saleh.
El 7 de julio del 2011 finalmente Salé reapareció ante la opinión pública con un breve discurso televisivo desde su lugar de hospitalización; se puede ver entonces a un Salé casi irreconocible, con los brazos y las manos vendados, y con un aspecto sumamente desmejorado. En la intervención se conoce que el presidente fue sometido a ocho operaciones quirúrgicas; sin embargo Salé trata de mostrarse optimista y ofreció diálogo para solucionar la crisis política, aunque no mencionó cuando iba a regresar al país.

## Partida a los Estados Unidos
El ya expresidente, Alí Abdullah Saleh, partió rumbo a Estados Unidos después de obtener la inmunidad del Parlamento. Así se terminó otro largo dominio autocrático en Oriente Medio. Fuentes consideran que Saleh gobernó Yemen con "mano de hierro" desde 1978 debido a las insurrecciones y dificultades de la población tribal, y de las desavenencias con el sur. Saleh no dimitió de su cargo, sino que quedó como "presidente honorario" del país, y cedió tras ser herido y sustituido por su vicepresidente como presidente en funciones, y las protestas e inseguridad política, después de casi un año de levantamientos populares en su contra.
Desde que un día antes el Parlamento declarara su inmunidad y pocas horas después de que su familia hubiese abandonado el país, el 22 de enero de 2012 Saleh partió en un avión privado hacia Estados Unidos, haciendo escala en el país vecino de Omán, donde continuó en tratamiento médico. 
En Washington, un funcionario de alto rango dijo que Saleh recibió autorización para ingresar a Estados Unidos a fin de que pudiera recibir atención médica. El funcionario subrayó que Estados Unidos esperaba que Saleh permaneciera en suelo estadounidense, por un tiempo limitado.

## Retorno a Yemen
Saleh dejó los Estados Unidos pasando por Etiopía el 24 de febrero de 2012 después de recibir tratamiento médico. Al día siguiente volvió a su país. En la capital, Saná, su sucesor Abd Rabbuh Mansur al-Hadi, y nuevo presidente ya había realizado el juramento a su llegada (pasando al-Hadi de presidente en funciones, a presidente oficial) y dio lugar a nuevas protestas contra su regreso y la incapacidad del nuevo gobierno para impedir su entrada en la República de Yemen.

## Revolución yemení
A principios de 2011, tras la revolución tunecina que resultó en el derrocamiento del presidente tunecino Zine El Abidine Ben Ali, los partidos de la oposición intentaron hacer lo mismo en Yemen. Elementos de la oposición comenzaron a encabezar protestas y a exigir que Saleh pusiera fin a su gobierno de tres décadas debido a la supuesta falta de reformas democráticas, la corrupción generalizada y los abusos contra los derechos humanos cometidos por él y sus aliados.   Su patrimonio neto se estimó entre 32 y 64 mil millones de dólares, con su dinero repartido en múltiples cuentas en Europa y en el extranjero.
El 2 de febrero de 2011, ante un gran levantamiento nacional, Saleh anunció que no se presentaría a la reelección en 2013, sino que cumpliría el resto de su mandato.  En respuesta a la violencia del gobierno contra los manifestantes, once diputados del partido de Saleh dimitieron el 23 de febrero. 
El 7 de abril de 2011, un cable del Departamento de Estado de Estados Unidos. obtenido por WikiLeaks informaba de los planes de Hamid al-Ahmar, líder del Partido Islah, prominente hombre de negocios y líder de facto de la mayor confederación tribal de Yemen, afirmando que organizaría manifestaciones populares en todo Yemen con el objetivo de derrocar al presidente Saleh del poder.
El 23 de abril de 2011, ante las protestas masivas en todo el país, Saleh aceptó dimitir en virtud de un plan de transición de 30 días en el que recibiría inmunidad penal.   Declaró que planeaba entregar el poder a su vicepresidente, Abd Rabbuh Mansur Hadi, como parte del acuerdo.
El 22 de noviembre de 2011: El enviado especial de la ONU para Yemen, Yamal Benomar, confirma que el gobierno y la oposición han alcanzado un acuerdo sobre el plan del CCG para la renuncia de Saleh, que finalmente firma el acuerdo con el que poner fin a su papel al frente del país.
En una ceremonia celebrada en Arabia Saudí, el presidente yemení firmó el acuerdo que estipulaba el traspaso pacífico del poder. El acuerdo ratificado en Riad dio garantías de inmunidad al presidente y sus colaboradores.
El presidente yemení saliente, Ali Abdulá Saleh, pidió disculpas por "cualquier deficiencia" cometida durante su gobierno antes de abandonar la República de Yemen, con destino a Estados Unidos, despejando el camino para un traspaso de poder tras un año de protestas, señalando lo siguiente: 

"Dios mediante, me marcharé para mi tratamiento (médico) en Estados Unidos y volveré a Saná como jefe del partido del Congreso del Pueblo Nacional"

### Renuncia al poder
El 27 de febrero de 2012, Saleh formalmente cedió el poder a su adjunto Abd Rabbuh Mansur al-Hadi como el presidente de Yemen, comprometiéndose a apoyar con sus esfuerzos para "reconstruir" un país todavía tambaleándose tras meses de violencia. Esto puso fin a su régimen luego de 33 años en el poder. La Associated Press informó también que Saleh y su familia se preparaban para ir al exilio en Etiopía a finales del mes.

## Muerte
El 2 de diciembre de 2017, Salé y los hutíes rompieron su alianza después de los enfrentamientos desatados entre combatientes de ambas facciones. Tras ese pronunciamiento, en la capital yemení comenzaron y se produjeron  enfrentamientos entre las fuerzas del exmandatario y los rebeldes hutíes, que habían sido aliados desde 2014. Los enfrentamientos en la capital yemení dejaron alrededor de 250 muertos en ambos bandos. El 4 de diciembre de 2017, rebeldes hutíes difundieron un video en la emisora de televisión iraní Al-Alam News Network, donde aseguraban haber asesinado a Salé y sus asesores en Saná. Fuentes del Congreso General del Pueblo de Yemen confirmaron el asesinato de Salé.
La casa de Saleh fue capturada por los hutíes antes de que huyera. Funcionarios de su partido, el Congreso General del Pueblo, al confirmar su muerte, declararon que un convoy en el que viajaban él y otros funcionarios del partido fue atacado por los hutíes cuando huían hacia su ciudad natal, Sanhan. Mientras tanto, el líder hutí, Abdul Malik al-Houthi, celebró su muerte y la calificó como "el día de la caída de la conspiración traidora". También afirmó que su grupo no tenía "ningún problema" con el GPC ni con sus miembros. Abdrabbuh Mansur Hadi ofreció sus condolencias por su muerte y llamó a un levantamiento contra los hutíes.

## Condecoraciones
- Orden de la República, Yemen del Norte, 1982.[31]
- Orden José Martí, República de Cuba, 2000.[32]
- Caballero Gran Cruz de la Real Orden de Francisco I (Casa de Borbón-Dos Sicilias, 25/03/2004).[33]